# Masacre de La Rochela
La masacre de La Rochela se refiere a la masacre ocurrida el 18 de enero de 1989, en inmediaciones del corregimiento de La Rochela, en el municipio colombiano de Simacota, en el Magdalena Medio Santandereano. La masacre fue perpetrada por un grupo paramilitar en la que murieron 12 de 15 funcionarios judiciales que investigaban varios delitos en la zona. El crimen fue el resultado de una alianza entre paramilitares, narcotraficantes y miembros del Ejército Nacional. El hecho se enmarca dentro de un contexto de violencia contra funcionarios judiciales. En la época en que ocurrieron los hechos, se presentaron en Colombia numerosos ataques contra empleados de la administración de justicia. Entre 1979 y 1991, un promedio anual de 25 jueces y abogados fueron asesinados o sufrieron algún tipo de atentado.

## Antecedentes
A inicios de los 80, la región del Magdalena Medio fue escenario del nacimiento y consolidación de los grupos paramilitares, los cuales fueron creados en una alianza establecida entre políticos, ganaderos, esmeralderos, narcotraficantes y oficiales de la Policía y el Ejército, bajo la consigna de lucha contra guerrillera. Temidos barones del crimen en esta región y en el país como fueron  Henry Pérez y Gonzalo Rodríguez Gacha gestaron y organizaron los primeros ejércitos privados los cuales fueron entrenados por mercenarios extranjeros que fueron traídos por intermedio de oficiales de la Fuerza Publica como fueron David Tomkins o Yair Klein. Grupos como el Muerte a Secuestradores (MAS), Los Magníficos, Muerte a Revolucionarios del Nordeste o la Alianza Americana Anticomunista, consolidaron su poder en dicha región.
Entre 1984 y 1988, en dicha región y zonas circundantes se presentaron varios hechos criminales cometidos por estos grupos armados organizados, lo cual connotaron una clara situación de orden público y constantes violaciones de Derechos Humanos cometidas por parte de estos grupos así como por miembros de la Fuerzas Militares de Colombia mismas en la región. En agosto de 1984 un comando del MAS y miembros de la XIV Brigada perpetraron la Masacre de Vuelta Acuña asesinando a 10 campesinos en la vereda de Vuelta Acuña en Cimitarra (Santander). En noviembre de 1987 19 comerciantes procedentes de Medellín fueron secuestrados y desaparecidos por miembros del MAS y la Segunda División del Ejército Nacional cuando se disponían a llevar mercancía variada desde Cúcuta, después de evadir impuestos a paramilitares y acusados de colaboración con guerrilleros. Entre abril y agosto de 1988 se perpetraron en Córdoba las masacres de La Mejor Esquina y El Tomate por parte de los grupos mencionados intentando alterar las elecciones territoriales que se llevaron a cabo en el departamento, así como una retaliación a las ofensivas guerrilleras de la Coordinadora Guerrillera Simón Bolívar en esa parte del país.
En este contexto, entre 1986 y 1989 se presentaron varios asesinatos y desapariciones de líderes sociales y sindicalistas dentro del marco del exterminio político contra la Unión Patriótica y el Partido Comunista Colombiano, así mismo contra miembros y líderes de la Unión Sindical Obrera (USO), como fueron, en casos respectivos los asesinatos del Representante a la Cámara Leonardo Posada y el líder sindical Manuel Gustavo Chacón, así como de cientos de miembros de ambas organizaciones político sindicales en el Departamento de Santander.
La región se convirtió en un corredor estratégico y zona de producción de cocaína para el Cartel de Medellín, además de que en la región tenían aliados dentro de las instituciones de seguridad, Policía Nacional y el Ejército Nacional, los cuales ayudaban a la producción y transporte de droga y a la protección de laboratorios de droga que operaban ahí mismo.

## Hechos
Al conocer tales hechos se decide crear una comisión de 15 funcionarios judiciales entre técnicos judiciales e inspectores de policías de Bogotá y Bucaramanga con el propósito de esclarecer tales hechos.  El día anterior la comisión fue reunida en San Gil, Santander, y su destino era el de recorrer la región del Magdalena Medio  y sus alrededores, buscando información pericial contundente y pruebas testimoniales que dieran cuenta de todos los hechos en mención.
Dicha comisión avanzaba en dos jeeps Toyota Land Cruiser por la vereda La Rochela, en el municipio de Simacota, cuando fueron parados por hombres uniformados con prendas militares, entre ellos alias "Vladimir", haciéndose pasar por guerrilleros de las FARC-EP, interceptaron la caravana y engañaron a la comisión haciéndoles creer que darían su cooperación para las pesquisas. Posteriormente son amarrados y bajados, con el pretexto de evitar ser heridos en combate para ser rafagueados con tiros de fusiles Galil 7.62 mm y HK G3. Después de cometer la masacre, los sicarios procedieron a grafitear los vehículos baleados con eslóganes anti-paramiitares, buscando culpar a la guerrilla por estos hechos, y abandonaron los cuerpos en la mitad de la carretera. Solo tres de los quince funcionarios sobrevivieron al ataque quienes fueron socorridos por un conductor de un camión de la empresa Coca Cola que estaba de paso y por el periodista del periódico Vanguardia Liberal Jesús Villamizar quien fuera enviado para cubrir la noticia tras ser informado sobre los hechos de la masacre, llevándolos a Barrancabermeja a la clínica Ecopetrol y trasladados a Bogotá.
Los cuerpos de los demás funcionarios caídos fueron trasladados en un avión de la fuerza aérea desde Barrancabermeja, los cuales llegaron en estado avanzado de descomposición debido a su prolongada exposición a las altas temperaturas que se dieron en la región.

## Reacciones
Conocidos los hechos hubo rechazos de todos los sectores de la opinión pública hacia la masacre contra los funcionarios en cuestión. Durante varias semanas los trabajadores de la rama judicial entraron en paro en cabeza de ASONAL Judicial, para rechazar tales hechos y exigir la debida protección a los trabajadores de la rama judicial. En ruedas de prensa líderes políticos como José Antequera y Luis Carlos Galán rechazaron los hechos y a su vez reprocharon el grado de omisión de las Fuerzas Militares en la protección a la comisión. El líder de la UP Bernardo Jaramillo, señaló en su columna del Semanario Voz, que "Los militares se habían hecho los de la vista gorda", frente a este hecho, por lo cual la masacre fue fácilmente perpetrada por el comando armado.
Tras estos hechos, se empezó una operación investigativa por parte de la Policía Nacional de Colombia que conllevo a la captura de Alonso de Jesús Vaquero alias el 'Negro Vladimir', a quien se siguió la pista y se le identificó gracias al reconocimiento hecho por los sobrevivientes de la masacre quienes lo reconocieron como el hombre que comandó el grupo armado que los atacó. Alias el 'Negro Vladimir' fue capturado en un operativo realizado por la Policía de Antioquia, al mando del coronel Valdemar Franklin Quintero. El paramilitar también fue señalado en su momento como uno de los perpetradores de la Masacre de Segovia ocurrida dos meses antes del de La Rochela

## Investigaciones
Según  alias el 'Negro Vladimir', la orden de asesinar a los funcionarios investigadores la dio el capo del narcotráfico Gonzalo Rodríguez Gacha, miembro del Cartel de Medellín y el paramilitar Henry Pérez. En las investigaciones estaban involucrados los siguientes generales: Farouk Yanine Díaz, Juan Salcedo Lora, Carlos Julio Gil  y Alfonso Vacca; así como un excongresista, Tiberio Villarreal Ramos. Según declaraciones de alias 'Vladimir', el excongresista Villareal presionó a los narcos para que se efectuara la masacre, porque quería que se robaran los expedientes que llevaba la comisión judicial. Hubo colaboración de militares tanto en la matanza como en el encubrimiento. Tras ejecutar la masacre, los sicarios escondieron sus armas en la base militar de Campo Capote. El 8 de marzo de 1989, la Unidad Móvil de Investigación, envió cartas al Ministerio de Defensa y al presidente Virgilio Barco denunciando las "actitudes dilatorias" de la Segunda División y la XIV Brigada del Ejército Nacional para capturar a los sicarios.
En una entrevista dada a Noticias Caracol en enero del 2019, cuando se conmemoró los treinta años de la masacre, El periodista Jesús Villamizar afirmó haber visto al mercenario Yair Klein en compañía del grupo armado que perpetró la masacre, asegurando que uno de los sicarios le dio indicaciones de donde se encontraba los cadáveres, dando a entender que buscaron que los hechos se hicieran públicos a fin de buscar que diera a conocer la masacre. Sin embargo el periodista Daniel Coronell criticó duramente la versión de Villamizar, afirmando que es mentira lo dicho por Villamizar, ya que este hecho nunca fue testificado por el mismo ante la Fiscalía General de la Nación donde Villamizar declaró como un testigo de los hechos al afirmar haberse topado con el grupo de sicarios que perpetraron el crimen.
El caso fue estudiado por la Corte Interamericana de Derechos Humanos, declarando culpable al estado colombiano el 11 de mayo de 2007, y se ha solicitado su investigación en la Jurisdicción Especial para la Paz (JEP).

## Víctimas
- Mariela Morales Caro, 36 años, Jueza 4 de Instrucción Criminal de San Gil
- Pablo Antonio Beltrán, 40 años Juez 16 de Instrucción Criminal de San Gil
- Samuel Vargas, 44 años, Conductor del Cuerpo Técnico de Policía Judicial de San Gil
- Gabriel Enrique Vesga, 23 años, Miembro del Cuerpo Técnico de Policía Judicial de San Gil
- Cesar Augusto Morales, 28 años, Miembro del Cuerpo Técnico de Policía Judicial de San Gil
- Yul Germán Monroy, 28 años, Investigador del Cuerpo Técnico de Policía Judicial de Bogotá
- Carlos Fernando Castillo, 24 años, Secretario del Cuerpo Técnico de Policía Judicial de Bogotá
- Orlando Morales, 21 años, Investigador del Cuerpo Técnico de la Policía Judicial
- Virgilio Hernández, 59 años, Secretario del Cuerpo Técnico de Policía Judicial de Bogotá
- Benhur Iván Guasca, 24 años, Investigador del Cuerpo Técnico de la Policía Judicial
- Luis Orlando Hernández, 29 años, Investigador del Cuerpo Técnico de Policía Judicial de Bogotá
- Arnulfo Mejía, 24 años, Conductor del Cuerpo Técnico de Policía Judicial de San Gil